# Ứ
Ứ (minuscule : ứ), appelé U cornu accent aigu, est une lettre latine utilisée dans l’écriture du vietnamien.
Il s’agit de la lettre U diacritée d’une corne et d’un accent aigu.

## Représentations informatiques
Le U cornu accent aigu peut être représenté avec les caractères Unicode suivants : 
- précomposé (latin étendu additionnel)[1] :

| formes    | représentations | chaînes de caractères | points de code | descriptions                                |
| --------- | --------------- | --------------------- | -------------- | ------------------------------------------- |
| capitale  | Ứ               | Ứ                     | U+1EE8         | lettre majuscule latine u cornu accent aigu |
| minuscule | ứ               | ứ                     | U+1EE9         | lettre minuscule latine u cornu accent aigu |

- décomposé et normalisé NFD (latin de base, diacritiques) :

| formes    | représentations | chaînes de caractères | points de code       | descriptions                                                        |
| --------- | --------------- | --------------------- | -------------------- | ------------------------------------------------------------------- |
| capitale  | Ứ               | U◌̛◌́                   | U+0055 U+031B U+0301 | lettre majuscule latine u diacritique cornu diacritique accent aigu |
| minuscule | ứ               | u◌̛◌́                   | U+0075 U+031B U+0301 | lettre minuscule latine u diacritique cornu diacritique accent aigu |